# Дащинський Дмитро Володимирович
Дмитро Володимирович Дащинський (біл. Дзмітрый Уладзіміравіч Дашчынскі, нар. 9 листопада 1977, Мінськ, Білорусь) — білоруський фристайліст, срібний (2006 рік) та бронзовий (1998 рік) призер Олімпійських ігор, дворазовий срібний призер чемпіонатів світу.

## Виступи на Олімпійських іграх
| Рік  | Місце проведення    | Дисципліна | Результат |
| ---- | ------------------- | ---------- | --------- |
| 1998 | Наґано, Японія      | акробатика | 3         |
| 2002 | Солт-Лейк-Сіті, США | акробатика | 7         |
| 2006 | Турин, Італія       | акробатика | 2         |
| 2010 | Ванкувер, Канада    | акробатика | 11        |
| 2014 | Сочі, Росія         | акробатика | 8         |

## Виступи на Чемпіонатах світу
| Рік  | Місце проведення             | Результат |
| ---- | ---------------------------- | --------- |
| 1997 | Іїдзуна, Японія              | 18        |
| 1999 | Майрінґен, Швейцарія         | 8         |
| 2001 | Вістлер, Канада              | 2         |
| 2003 | Дір-Веллі, США               | 13        |
| 2005 | Рука, Фінляндія              | 4         |
| 2007 | Мадонна-ді-Кампільйо, Італія | 2         |
| 2009 | Інавасіро, Японія            | 22        |
| 2013 | Восс, Норвегія               | 12        |